# Musica Nuda
Musica Nuda è un duo musicale composto da Petra Magoni e Ferruccio Spinetti.

## Storia
Nel 2004 esce il loro primo album (intitolato semplicemente Musica nuda) registrato in un pomeriggio per gioco. La voce della cantante di Pisa si esibisce in cover di canzoni già famose con il solo accompagnamento del contrabbasso di Ferruccio. Nel 2006 esce il doppio CD Musica nuda 2, dove nel primo ci sono solo Petra e Ferruccio e nel secondo un ospite in ogni brano, da Stefano Bollani a Nico Gori, Mirko Guerrini, Fausto Mesolella, Monica Demuru, Erik Truffaz e Nicola Stilo. Con questo album vincono il Premio Tenco nel 2006 nella categoria "interpreti". Sempre nel 2006 vincono al MEI come miglior tour italiano.

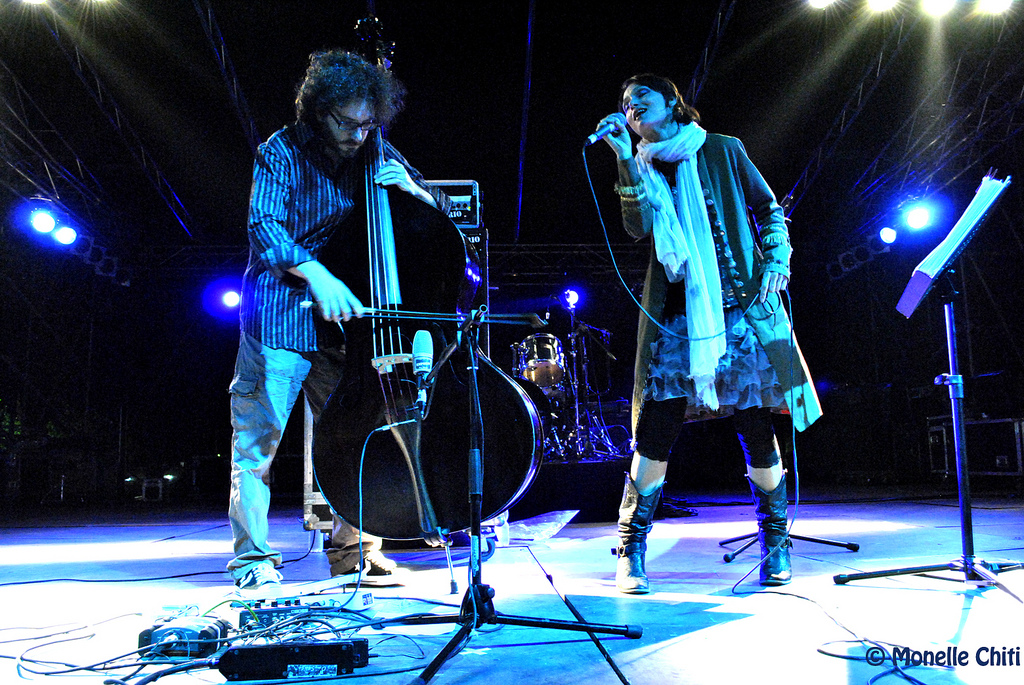
I Musica Nuda in concerto a Chianciano Terme, 14 luglio 2011.

A dicembre del 2006 esce Quam Dilecta, CD dedicato alla musica sacra che è una fotografia di una tournée svoltasi nello stesso mese per la rassegna "Musica dei cieli". Musica nuda Live à Paris è il DVD uscito sempre nel 2006 coprodotto da Petra e Ferruccio con Emauel Grancher e Bonsai Music. A settembre 2007 esce Live à Fip, CD che testimonia il concerto live tenutosi presso l'Auditorium di Radio France il 1º febbraio 2007. A giugno 2008 per l'etichetta Blue Note/Emi Italia esce 55/21, album con cover e brani inediti scritti da Petra e Ferruccio o da altri autori come Pacifico, Stefano Bollani, Cristina Donà, Nicola Stilo e Silvia Donati.
A marzo 2011, sempre per l'etichetta Blue Note, esce Complici, album per la prima volta prevalentemente composto da brani inediti scritti da Petra e Ferruccio ed altri autori come Carlo Marrale, Pacifico, Al Jarreau, Luigi Salerno, Alessio Bonomo, Sylvie Lewis, Pasquale Ziccardi e Massimiliano Casacci. Il CD è stato distribuito dalle etichette Harmonia Mundi e Bonsai Music anche in Francia, Svizzera, Germania, Benelux e Canada. Nel 2013 pubblicano l'album Banda larga con etichetta Blue Note. È un cd curato negli arrangiamenti orchestrali da Daniele Di Gregorio. Per festeggiare i 10 anni di Musica Nuda, Petra e Ferruccio hanno invitato un'intera orchestra sinfonica a suonare con loro. A marzo 2015 viene pubblicato Little Wonder dall'etichetta Warner Music Italy ed esce in Italia e in Francia. È composto da 11 cover: da Is This Love di Bob Marley ad Un Vecchio Errore di Paolo Conte, passando per Far Niente di Chico Buarque o Édith Piaf con La Vie en rose, dove Petra Magoni e Ferruccio Spinetti ritornano ad essere un duo con solo contrabbasso e voce.
Il 27 gennaio 2017 esce per la Warner Music il nuovo album Leggera, formato da 12 brani per la prima volta tutti in italiano, composti da Peppe Servillo, Fausto Mesolella, Francesco Cusumano, Frankie hi-nrg mc, Luigi Salerno, Kaballà, Tony Canto, Alessio Bonomo, Susanna Parigi, Lelio Luttazzi, lo stesso Ferruccio Spinetti e una cover di Bruno Lauzi. Il 25 maggio 2018 il duo pubblica Verso Sud, disco live registrato durante il concerto del 2016 al Teatro Comunale di Vicenza. I suoi 18 brani rappresentano un ideale viaggio nel sud dell'Italia e del mondo.
Nel 2018 esce il Disco Live "Verso Sud" (Edel).
Il 10 Marzo 2023 esce il disco " Musica Nuda 20" (6T3)  Album di inediti anticipato dal singolo Guardami. “Musica Nuda 20” è composto da 13 nuovi brani, più una bonustrack, scritti grazie alla collaborazione alle musiche e ai testi di Frankie hi-nrg mc, Max Casacci, Susanna Parigi, Alessio Bonomo, Luigi Salerno, Giovanni Maria Block, Antonio Canto, Francesco Cusumano e molti altri.

## Formazione
- Petra Magoni - voce
- Ferruccio Spinetti - contrabbasso

## Discografia

### Album in studio
- 2004 - Musica nuda
- 2006 - Musica nuda 2
- 2006 - Quam Dilecta
- 2008 - 55/21
- 2011 - Complici
- 2013 - Banda larga
- 2015 - Little Wonder
- 2017 - Leggera
- 2023 - Musica Nuda 20

### Album dal vivo
- 2007 - Live à Fip
- 2014 - Live a Tirana
- 2018 - Verso Sud
- 2022 - Girotondo De André

## Videografia

### DVD
- 2006 - Live in Paris